# 2. deild Wysp Owczych (2007)
W roku 2007 odbyła się 31. edycja 2. deild Wysp Owczych – trzeciej ligi piłki nożnej Wysp Owczych. W rozgrywkach brało udział 10 klubów z całego archipelagu. Dwa kluby z pierwszych miejsc awansowały do 1. deild. W sezonie 2007 były to: B68 II Toftir oraz EB/Streymur II. Klub z ostatniego miejsca spadał do 3. deild, a w roku 2007 był to B36 III Tórshavn.

## Uczestnicy
| Uczestnicy 2. deild Wysp Owczych 2006                                                                         | Uczestnicy 2. deild Wysp Owczych 2006 | Uczestnicy 2. deild Wysp Owczych 2006 | Uczestnicy 2. deild Wysp Owczych 2006 |
| --- | ------------------------------------- | ------------------------------------- | ------------------------------------- |
| EBSII | EB/Streymur II                        | 3                                     |                                       |
| MB | MB Miðvágur                           | 4                                     |                                       |
| GÍ II | GÍ II Gøta                            | 5                                     |                                       |
| ÍF II | ÍF II Fuglafjørður                    | 6                                     |                                       |
| SKÁII | Skála ÍF II                           | 7                                     |                                       |
| KÍ III | KÍ III Klaksvík                       | 8                                     |                                       |
| Fram | Fram Tórshavn                         | 9                                     |                                       |
| B68 II | B68 II Toftir                         | 10                                    |                                       |
| Nowi uczestnicy                                                                                               |                                       |                                       |                                       |
| FSVII | FS II Vágar 2004                      |                                       |                                       |
| Awans z 3. deild Wysp Owczych 2006                                                                            |                                       |                                       |                                       |
| B36III | B36 III Tórshavn                      |                                       |                                       |
| Oznaczenia: - kolumna pierwsza – skróty nazw drużyn, - kolumna trzecia – miejsce zajęte w poprzednim sezonie. |                                       |                                       |                                       |

## Tabela ligowa
| Lp. | Drużyna               | M  | Z  | R | P  | Bramki | Bramki | Różn. | Pkt | Uwagi              |
| --- | --------------------- | -- | -- | - | -- | ------ | ------ | ----- | --- | ------------------ |
| 1   | B68 II Toftir (M) (A) | 16 | 11 | 2 | 3  | 35     | 21     | +14   | 35  | Awans do 1. deild  |
| 2   | GÍ II Gøta            | 16 | 10 | 2 | 4  | 46     | 32     | +14   | 32  |                    |
| 3   | EB/Streymur II (A)    | 16 | 9  | 2 | 5  | 48     | 33     | +15   | 29  | Awans do 1. deild  |
| 4   | ÍF II Fuglafjørður    | 16 | 8  | 3 | 5  | 42     | 35     | +7    | 27  |                    |
| 5   | FS II Vágar 2004      | 16 | 7  | 2 | 7  | 33     | 27     | +6    | 23  |                    |
| 6   | Fram Tórshavn         | 16 | 6  | 4 | 6  | 35     | 29     | +6    | 22  |                    |
| 7   | MB Miðvágur           | 16 | 5  | 2 | 9  | 24     | 31     | −7    | 17  |                    |
| 8   | Skála ÍF II           | 16 | 5  | 1 | 10 | 31     | 34     | −3    | 16  |                    |
| 9   | KÍ III Klaksvík       | 16 | 1  | 2 | 13 | 21     | 73     | −52   | 5   |                    |
| 10  | B36 III Tórshavn (S)  | 0  | 0  | 0 | 0  | 0      | 0      | 0     | 0   | Spadek do 3. deild |